# Giuse Phan Văn Hoa
Giuse Phan Văn Hoa (1922–1987) là một Giám mục người Việt Nam của Giáo hội Công giáo Rôma. Ông từng đảm trách vai trò Giám mục phó của Giáo phận Qui Nhơn trong hơn 10 năm từ năm 1976 đến năm 1987. Khẩu hiệu Giám mục của ông là "Hiền lành và khiêm nhường trong lòng".
Giám mục Phan Văn Hoa sinh tại Bình Đình trong một gia đình có truyền thống Công giáo lâu đời. Năm 13 tuổi, ông chính thức bắt đầu con đường tu học của mình trong suốt 20 năm sau đó cho đến khi phong chức linh mục tháng 5 năm 1955. Trong thời kỳ linh mục, ông đã đảm trách nhiều vai trò khác nhau như: linh mục phó xứ Hoành Phước, Nha Trang, linh mục chánh xứ Đồng Tre, quản lý Tòa giám mục Qui Nhơn, đặc trách Hội bác ái Vinh sơn, Tuyên úy nhà tập dòng Mến Thánh Giá và trở thành Tổng đại diện Giáo phận này vào năm 1974 và linh mục chính xứ Nhà thờ chính tòa Qui Nhơn vào năm 1975.
Năm 1976, linh mục Giuse Phan Văn Hoa được chọn làm giám mục phó Giáo phận Qui Nhơn năm 1976. Chỉ vài tháng sau đó, sức khỏe ông suy yếu dần, đi lại khó khăn và thần kinh bất ổn. Cuối đời, ông bị liệt và hôn mê trước khi qua đời tháng 10 năm 1987.

## Tu tập
Giám mục Phan Văn Hoa sinh ngày 18 tháng 7 năm 1922 tại giáo họ Lục Lễ, giáo xứ Gò Thị, Bình Định (thuộc xã Phước Hiệp, huyện Tuy Phước ngày nay) là cháu đời thứ năm của thánh Anrê Nguyễn Kim Thông kể từ đời bà Nguyễn Thị Khâm con gái của thánh nhân.
Tháng 9 năm 1935, cậu bé Hoa được gia đình cho nhập học tại tiểu chủng viện Làng Sông thuộc Địa phận Qui Nhơn. Tám năm sau đó, chủng sinh Phan Văn Hoa tiếp tục con đường tu trì bằng việc nhập học đại chủng viện Qui Nhơn. Sau hơn 2 năm học môn triết, chủng sinh Giuse Hoa được cử đi hỗ trợ mục vụ tại giáo xứ Đồng Quả rồi xứ Đồng Dài (xã Dương Lâm, huyện Diên Khánh, tỉnh Khánh Hòa ngày nay). Sau 4 năm học tại Đại chủng viện và mãn khóa thần học, chủng sinh Hoa được bổ nhiệm điều động giữ vai trò quản lý ruộng đất của Nhà Chung tại giáo xứ Phú Hòa, tỉnh Quảng Ngãi. Đầu năm 1954, chủng sinh Phan Văn Hoa di chuyển từ Quảng ngãi ra Đà Nẵng và được giám mục Paul Raymond Marie Marcel Piquet Lợi đón nhận vào địa phận Nha Trang và chủng sinh này tiếp tục việc học thần học tại Nha Trang.
Ngày 27 tháng 4 năm 1955, chủng sinh Phan Văn Hoa được truyền chức phó tế. Nghi thức truyền chức do giám mục Piquet Lợi cử hành.

## Linh mục
Ngày 17 tháng 5 năm 1955, phó tế Giuse Phan Văn Hoa được thụ phong linh mục do Giám mục Paul Raymond Marie Marcel Piquet Lợi truyền chức tại Nhà thờ lớn Nha Trang. Sau khi truyền chức linh mục, tân linh mục được giám mục địa phận bổ nhiệm vào vị trí linh mục phó giáo xứ Nha Trang. Sau khoảng thời gian ngắn ngủi là 6 tháng, từ tháng 12 năm 1955 đến tháng 5 năm 1956, linh mục Hoa đảm nhiệm vai trò linh mục phó giáo xứ Hoành Phước (huyện Tiên Phước, tỉnh Quảng Nam). Cũng chỉ sau khoảng thời gian 6 tháng tại Hoành Phước, linh Giuse Phạm Văn Hoa trở lại giữ chức vụ linh mục phó giáo xứ Nha Trang đến năm 1957. Sau khi làm phó xứ Nha Trang, ông được bổ nhiệm giữ chức linh mục chánh xứ giáo xứ Đồng Tre, Phú Yên. Trong thời kỳ tại Đồng Tre, ông được nhận định và một trong ba linh mục quản nhiệm để lại dấu ấn sâm đậm nhất của giáo xứ này, cùng với linh mục Phaolô Nguyễn Thanh Bình và Phêrô Phan Anh Thụ. Linh mục Hoa được đánh giá chung là có nhiều sáng kiến và nỗ lực mục vụ đặc biệt với công việc truyền giáo, thiết lập các giáo điểm và xây dựng nhiều nhà nguyện tại vùng sâu vùng xa. Linh mục Hoa cũng được ghi nhận về việ mở ra phong trào truyền giáo đến với các dân tộc ít người.
Tháng 3 năm 1967, linh mục quản lý Tòa Giám mục Qui Nhơn Giuse Nguyễn Sồ được giám mục Qui Nhơn Đa Minh Hoàng Văn Đoàn bổ nhiệm làm linh mục chính xứ Qui Nhơn kiêm hạt trưởng Qui Nhơn, quản lý giáo phận và giám đốc Caritas giáo phận. Linh mục Giuse Phan Văn Hoa được bổ nhiệm làm linh mục Quản lý giáo phận, đồng thời kiêm nhiệm vai trò đặc trách Hội bác ái Vinh Sơn và Tuyên úy nhà tập Dòng Mến Thánh Giá tại Ghềnh Ráng. Trong những năm đảm trách các nhiệm vụ trên, ông thường sử dụng một phương tiện tiên tiến và lịch lãm là chiếc Vespa Super để đi thực hiện công việc mục vụ trong giáo phận. Sau khi ông qua đời, chiếc xe được giám mục giáo phận Huỳnh Đông Các bàn giao cho nghĩa tử của giám mục Hoa là linh mục Gioakim Huỳnh Công Tân.
Năm 1974, giám mục giáo phận chọn linh mục Giuse Phan Văn Hoa đảm nhiệm vai trò linh mục Tổng Đại diện Giáo phận Qui Nhơn. Một năm sau đó, ông được bổ nhiệm làm linh mục chính xứ Nhà thờ chính tòa Qui Nhơn. Chức vụ này ông đảm nhận tiếp trong gần hết khoảng thời gian giám mục của mình, cho đến năm 1986.

## Giám mục
Ngày 30 tháng 3 năm 1976, linh mục Giuse Phan Văn Hoa được bổ nhiệm làm giám mục phó Giáo phận Qui Nhơn, danh nghĩa giám mục hiệu tòa Acci. Lễ tấn phong cho tân Giám mục diễn ra trong cùng ngày, với hình thức như một thánh lễ thường ngày trong một bầu không khí đơn giản và khiêm tốn tại Nguyện đường Tiểu chủng viện Qui Nhơn. Tân giám mục chọn cho mình khẩu hiệu Giám mục: "Hiền lành và khiêm nhượng trong lòng", với huy hiệu biểu tượng một con chiên. Việc phong chức này được giám mục chính tòa Huỳnh Đông Các thông báo đến giáo sĩ và giáo dân trong lá thư đề ngày 5 tháng 4 năm 1976.
Ngày 20 tháng 5 năm 1976, giám mục Phan Văn Hoa được Giám đốc công an tỉnh Nghĩa Bình mời đến làm việc và được đối xử hợp lẽ với vai trò một giám mục. Sở Giám đốc công an tỉnh Nghĩa Bình làm việc với ông trong 19 ngày.
Chỉ sau hai tháng làm giám mục, ông bị tai biến mạch máu não, cao huyết áp, và đưa đi điều trị tại bệnh viện Saint Paul Sài Gòn. Đến đầu năn 1977, ông về lại Qui Nhơn điều trị tại Tòa Giám mục.
Từ đó sức khỏe giám mục Phan Văn Hoa yếu dần, việc đi lại ngày một khó khăn và thần kinh trở nên không ổn định, cuối cùng toàn thân bị tê liệt. Từ ngày 1 tháng 10 năm 1987, ông hoàn toàn rơi vào trạng thái hôn mê. Trước đó, khi tình hình tiến triển nặng, ông chấm dứt giữ vai trò chính xứ nhà thờ chính tòa Qui Nhơn, bàn giao lại cho giám mục Huỳnh Đông Các năm 1986.
Ngày 6 tháng 10 năm 1987, giám mục Phan Văn Hoa qua đời lúc 17 giờ 25 phút, thọ 65 tuổi, với 32 năm linh mục và 11 năm cương vị Giám mục Giáo phận Qui Nhơn. Lễ an táng cố giám mục diễn ra 2 ngày sau đó, được tổ chức tại Nhà thờ chính tòa Qui Nhơn do Giám mục Phaolô Huỳnh Đông Các chủ lễ và các linh mục giáo phận. Thi hài ông sau đó được đưa đi an táng tại triền núi phía tây Nghĩa trang liệt sĩ Qui Nhơn. Sau này được cải táng về nghĩa trang các linh mục giáo phận Qui Nhơn tại Tiểu Chủng viện Làng Sông.

## Tông truyền
Giám mục Giuse Phan Văn Hoa được truyền chức giám mục vào năm 1976, dưới thời Giáo hoàng Phaolô VI, bởi:
- Giám mục Chủ phong: Phaolô Huỳnh Đông Các, giám mục chính tòa Giáo phận Qui Nhơn.